# Jacob Aall

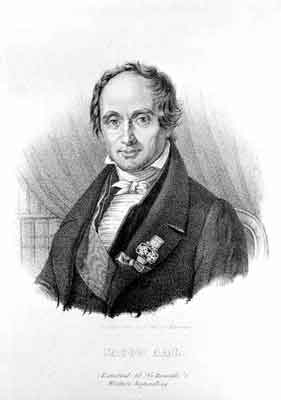
Jacob Aall, litografi av Hans Thøger Winther.

Jacob Aall, född 27 juli 1773  i Porsgrunn, död 4 augusti 1844 i nuvarande Tvedestrand, var en norsk politiker, affärsman, industriidkare och författare. Jacob Aaall var bror till Niels och Jørgen Aall (1771–1833) samt far till Jørgen Aall (1806–1894).

## Biografi
Efter skolgång i Nyborg på Fyn studerade Jacob Aall först teologi i Köpenhamn. Han avlade en teologisk examen 1795 men hoppade av den teologiska karriären kort därpå. I stället inriktade sig Aall på naturvetenskap och bergsvetenskap. Han studerade vid flera tyska universitet däribland Leipzig och Göttingen samt vid bergsbruksakademin i Freiberg i Sachsen. 1799 köpte han Næs järnverk, i nuvarande Tvedestrand. Jämte järnverket drev Aall även ett stort rederi huvudsakligen med inriktning på trävaruexport. Jacob Aall representerade Nedenes amt vid riksförsamlingen på Eidsvold 1814. Han anslöt sig till unionspartiet som förespråkade en förening med Sverige. Själv var Aall varken unionsförespråkare eller någon uttalad Sverigevän. Det skall ha smärtat honom djupt att följa greve Wedel Jarlsbergs linje samt att försvara sin position från självständighetspartiets angrepp. Som ledamot av riksförsamlingens konstitutionella utskott deltog Aall i utarbetandet av Norges grundlag.
Fram till 1830 spelade han Aall en viktig roll i det norska stortinget. Jacob Aall var ledamot av stortinget i fyra omgångar: 1815–16, 1821–22, 1827–28 samt 1830. Däremot deltog han inte 1818 och 1824. Hösten 1814 lär Aall ha blivit erbjuden en post i den nya regeringen, men han skall ha avböjt. Som stortingsrepresentant arbetade han för en hög grad av handels- och näringsfrihet. 
Jacob Aalls författarskap var till stor del inriktad på tekniska ämnen. Hans statsekonomiska och politiska uppsatser samlades och utgavs med titeln Nutid og fortid (1833–36). Aall skrev också flera arbeten i Norges historia, däribland Erindringer som bidrag til Norges historie fra 1800–1815. Han skrev även om bergsbruk, järnverksdrift, jordbruk, spannmålshandel, bank- och finansfrågor. Aall var också mycket intresserad av fornnordiskt språk och var en av grundarna till tidskriften Saga. För tidningens räkning (1816–20) översatte han isländska sagor. 1838–39 översatte och utgav han Snorre Sturlassons Heimskringla med geografiska anmärkningar samt en karta av Gerhard Munthe.